# Лихи, Томас
Томас Лихи (англ. Thomas Hardy Leahey) — профессор факультета психологии Университета штата Виргиния (Virginia Commonwealth University), активный член Американской психологической ассоциации и Американского психологического общества. Автор многочисленных публикаций по истории психологии и философии науки, в том числе 3 учебников, ставших настольными книгами по истории психологии не для одного поколения психологов в США.
Известен также как критик Зигмунда Фрейда.
Научные интересы: история и философия психологии, когнитивные науки, биопсихология.

## Избранная библиография
- Thomas Hardy Leahey / Grace Evans Leahey: Psychology’s occult doubles: Psychology and the problem of pseudoscience. Chicago: Nelson-Hall 1983
- Соавторство Encyclopedia of Psychologia: 8 Volume Set / Alan E, PhD, Editor-in-Chief. ISBN 1-55798-187-6. ISBN 978-1-55798-187-5. Март 2000[5]
- Thomas Hardy Leahey / A history of psychology: main currents in psychological thought. 571 с. 2004
- Thomas Hardy Leahey, Richard Jackson Harris / Learning and cognition. 532 с. Prentice Hall, 2001
- Thomas Hardy Leahey, Richard Jackson Harris / Human learning. 451 с. Prentice Hall, 1989
- Thomas Hardy Leahey / A history of modern psychology. 422 с. Prentice Hall, 2001
- Thomas Hardy Leahey / History of Modern Psychology. 2009
- Thomas Hardy Leahey, Grace Evans Leahey / Psychology’s occult doubles: psychology and the problem of pseudoscience. 277 с. Nelson-Hall, 1983
- Thomas Hardy Leahey, Wayne Viney, D. Brett King, James F. Brennan / Psychology in historical perspective: its roots and branches. 329 с. Pearson Custom Publishing, 2008